# Yemeksepeti
Yemeksepeti (lett. in italiano "cesto alimentare") è una piattaforma turca di ordinazione e consegna di cibo online lanciata nel 2001 e con sede a Istanbul. Attiva in Turchia e Cipro del Nord, ne fanno parte circa 100 000 ristoranti, con 30 milioni di utenti e oltre 520 000 ordini giornalieri.
Nel 2015 l'azienda è stata acquistata dalla multinazionale tedesca Delivery Hero per la cifra di 589 milioni di dollari.